# District de Bourges
Le district de Bourges est une ancienne division territoriale française du département du Cher de 1790 à 1795.
Il était constitué des cantons de Bourges, Les Aix, Charost, Levet, Marmagne, Menetou, Saint Florent, Saint Martin, Savigni et Villequiers.